# Patrick Daniel Koroma
Patrick Daniel Koroma (ur. 4 maja 1950 w Jenneh, zm. 14 grudnia 2018 we Freetown) – sierraleoński duchowny katolicki, biskup Kenema w latach 2002–2018.

## Życiorys
Święcenia kapłańskie otrzymał 18 grudnia 1977 i został inkardynowany do archidiecezji Freetown i Bo. Pracował duszpastersko w wielu parafiach (m.in. jako proboszcz katedry), był także szefem krajowego oddziału Caritas.
26 kwietnia 2002 papież Jan Paweł II mianował go biskupem Kenema. Sakry biskupiej udzielił mu 29 czerwca 2002 ówczesny arcybiskup Freetown i Bo – Joseph Henry Ganda.
W latach 2010–2016 był przewodniczącym Konferencji Biskupów Gambii i Sierra Leone.
Zmarł 14 grudnia 2018.